# Koirasaari (ö i Södra Savolax, S:t Michel, lat 61,64, long 26,77)
Koirasaari är en ö i Finland. Den ligger i sjön Ryökäsvesi och Liekune och i kommunen Hirvensalmi i den ekonomiska regionen  S:t Michel och landskapet Södra Savolax, i den södra delen av landet, 190 km nordost om huvudstaden Helsingfors. Öns area är 2,3 hektar och dess största längd är 320 meter i sydöst-nordvästlig riktning.